# کارکس ارننسیس
کارکس ارننسیس (نام علمی: Carex oronensis) نام یک گونه از سرده جگن است.